# インダン
インダン（英:Indaneまたはindan）は、二環性炭化水素の一種で、分子式はC9H10。メタロセン触媒や医薬品原料、有機合成化学の中間体となる。インデンと似るが、インダンは五員環中に二重結合を含まない。

## 誘導体
単純な誘導体の例として、1-メチル-インダン、2-メチル-インダン（メチル基は五員環に結合）、4-メチル-インダン、5-メチル-インダン（メチル基はベンゼン環に結合）、ジメチルインダンなどがある。インダンからの直接的な合成ではなく、間接的にインダン誘導体を合成することも可能であり、例えば金属ナトリウムとエタノールを触媒としてフタル酸ジエチルと酢酸エチルを反応させることによりインダンジオン誘導体（1,3-ジオキソインダンカルボン酸エチルエステル）が得られる。この反応では、三つのカルボニル基のα位となる2位の酸性度が高くインダンジオン誘導体がナトリウム塩として生じるが、塩酸を加えることでフリー化できる。また、インダンは触媒を介してキシレンやエチルトルエンなどの他の芳香族化合物と変換することができる。

## 安全性
日本の消防法では危険物第4類・第2石油類に分類される。